# サクノス
株式会社サクノス（英: Sacnoth Inc.）は、かつて存在したSNK・アルゼ系列のコンシューマーゲーム開発会社。スクウェア出身者によって設立された。コンシューマーゲーム事業を引き継いだノーチラス株式会社（英: Nautilus Inc.）についても本項で記述する。
社名ロゴには「SACNOTH DIGITAL?ENTERTAINMENT」（?マークは原文ママ）の表記もある。

## 沿革

### SNKグループ時代
1997年4月30日、株式会社スクウェアから独立した開発者達を中心にSNKの出資を受けて設立された。代表は作曲家で元漫画家の菊田裕樹。スタッフには元『聖剣伝説3』プランナー陣・プログラマーのほか、作曲家の弘田佳孝や、グラフィッカー出身で同社を経てゲームデザイナーとなる町田松三（板倉松三）らが在籍した。
1999年にネオジオポケット用SLG『ダイヴアラート』バーン編・レベッカ編および『ファーゼライ!』を開発。また、PlayStation用RPG『クーデルカ』を開発。『クーデルカ』は当時最先端の多人数モーションキャプチャやボイス同録、リップシンクなど映像技術を盛り込んで制作されたが、監督の菊田はRPGの要となる戦闘のゲームデザインが平凡なことに難色を示し、完成と共にフリーランスへ転向し代表を退任する。作品は発売後、映像やストーリーの面で高い評価を得たが、短いプレイ時間、そしてゲームデザインの面では菊田の指摘通り課題の残る評価となった。
後任の代表取締役には『クーデルカ』で運営プロデューサーを務めた三原順が就任した。

### アルゼグループ時代
2000年には親会社SNKが経営不振に陥り、アルゼに買収される。これによりサクノスもアルゼ傘下へ移り、パブリッシャーもアルゼとなる。
2001年にPlayStation 2用RPG『シャドウハーツ』を開発。新作チームの監督には前アートディレクターの町田松三が起用され、『クーデルカ』の世界観を汲みつつ、舞台のスケールアップやコメディも盛り込んだ「王道RPG」を目指す動きが取られた。弱点とされたゲームデザインではアルゼのパチスロに着想を得た目押しの「ジャッジメントリング」や「フュージョンモンスター」などの新システムも採用される。同年にSNKが倒産するが、コンシューマーゲーム事業はチームごとアルゼグループのノーチラス株式会社へ移籍・再編し引き継がれた。
2004年、ノーチラスとしてシャドウハーツシリーズの続編『シャドウハーツII』（PlayStation 2）を開発。日本市場のみでも15万本を売り上げるヒット作となり、IGNでは2004年のPS2 Best RPGに賞された。
2005年には『シャドウハーツ・フロム・ザ・ニューワールド』（PlayStation 2）が開発されるが、同社から発表されるゲームはこれが最後となった。
ノーチラスは2007年にアルゼグローバルトレーディング株式会社へ改称した後、2009年2月にアルゼマーケティングジャパン株式会社へ吸収合併、同年6月にアルゼ株式会社へ吸収合併された。アルゼグループ内での関連動向としては、2009年にミズホからパチスロ台『シャドウハーツII』、アルゼメディアネット株式会社から携帯電話用パチスロアプリ『シャドウハーツII』（ハイグレードver / ライトver）、『スロット「シャドウハーツII」ダンジョンRPG』が発表されている。
元スタッフ達は、株式会社パオン（のちパオン・ディーピー）や株式会社フィールプラスへ移籍し、『影牢II -Dark illusion-』（2005年）や『ロストオデッセイ』（2007年）の開発に参加している。また、音響スタッフの一部は有限会社プロキオン・スタジオへ移籍している。
尚、『クーデルカ』には「サクノス」が、『シャドウハーツII』には「ノーチラス」が隠し武器の名前として登場している。

## 開発タイトル

### サクノス開発

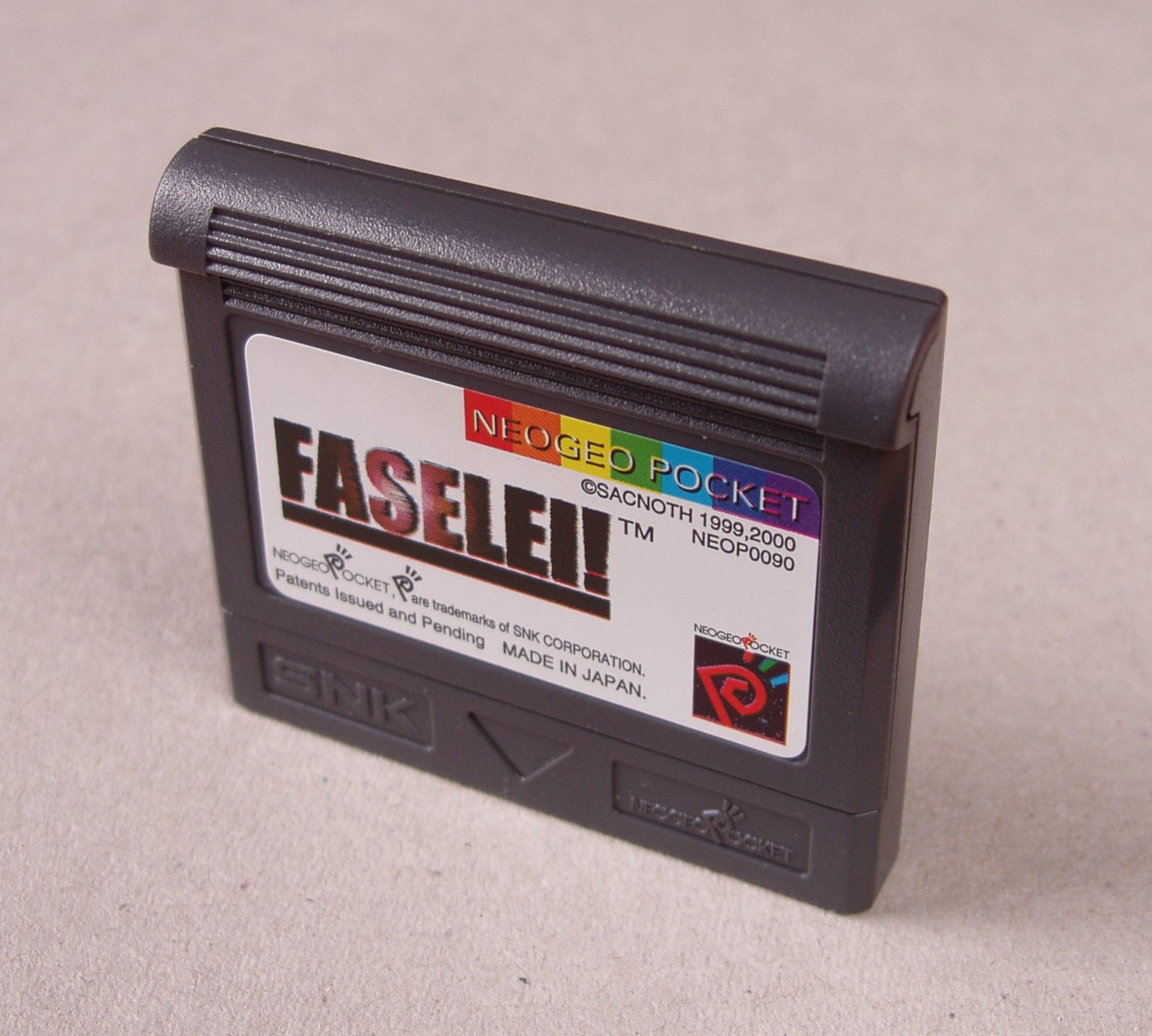
『ファーゼライ!』英語版のカートリッジ

ダイヴアラート バーン編 / レベッカ編 （英: Dive Alert: Matt's Version / Becky's Version）
1999年、ネオジオポケット、シミュレーション、発売元：SNK
ファーゼライ! （英: Faselei!）
1999年、ネオジオポケット、シミュレーション、発売元：SNK
クーデルカ （英: Koudelka）
1999年、PlayStation、ロールプレイング、日本語版発売元：SNK / 北米NTSC版・PAL版発売元：インフォグラム
シャドウハーツ （英: Shadow Hearts）
2001年、PlayStation 2、ロールプレイング、日本語版発売元：アルゼ / 北米NTSC版・PAL版発売元：ミッドウェイゲームズ

### ノーチラス開発
シャドウハーツII （英: Shadow Hearts: Covenant）
2004年、PlayStation 2、ロールプレイング、日本語版発売元：アルゼ / 北米NTSC版・PAL版発売元：ミッドウェイゲームズ
シャドウハーツ・フロム・ザ・ニューワールド （英: Shadow Hearts: From the New World）
2005年、PlayStation 2、ロールプレイング、日本語版発売元：アルゼ / 北米NTSC版発売元：XSEED Games / PAL版発売元：Ghostlight